# Pôle de renaissance communiste en France
Pôle de renaissance communiste en France (PRCF) (česky Pól komunistického obrození ve Francii) je ve Francii působící strana. Vznikla v roce 2004 odtržením marxistické-leninistické frakce od PCF (Francouzské komunistické strany). Koncem osmdesátých a začátkem devadesátých let započal posun PCF od tradičních leninistických pozic k demokratické levici, s čímž nesouhlasila část strany (tzv. ortodoxní), která se následně začala sdružovat ve frakcích. PRCF vznikl v roce 2004 jako "upřímně komunistická strana" s cílem návratu komunistického hnutí ve Francii k jeho kořenům. Strana se organizuje na principu tzv. demokratického centralismu, od roku 2005 existuje při straně mládežnické hnutí (Jeunes pour la renaissance communiste en France, JRCF). Čestným prezidentem strany je Georges Hage (bývalý poslanec), politickým sekretářem (mluvčím) je Georges Gastaud.